# Bundesstraße 447
Die Bundesstraße 447 (Abkürzung: B 447) ist eine kurze Bundesstraße im Nordwesten Hamburgs. Sie ist etwa sechs Kilometer lang und verbindet die B 5 in Hamburg-Hoheluft mit der Autobahn A 7 in Hamburg-Schnelsen.
Die B 447 beginnt an der Kreuzung der aus der Innenstadt kommenden Hoheluftchaussee mit dem Straßenzug Gärtnerstraße–Breitenfelder Straße, der Teil der B 5 ist. Die Hoheluftchaussee bildet hier die Grenze zwischen den Stadtteilen Hoheluft-West und Hoheluft-Ost. Nach zirka 250 Metern geht sie an der Kreuzung mit der Troplowitzstraße und der Martinistraße in den Lokstedter Steindamm über. Einen Kilometer weiter erreicht die B 447 den Siemersplatz in Lokstedt, an sie auf den Straßenzug Vogt-Wells-Straße–Osterfeldstraße trifft und ihren Namen in Kollaustraße ändert. Nach 750 m und der Brücke der Güterumgehungsbahn Hamburg überquert die Straße das namensgebende Flüsschen Kollau kurz vor deren Mündung in die Tarpenbek und tritt ein in den Stadtteil Niendorf. Am Niendorfer Marktplatz macht sie einen Knick nach Nordwesten und heißt für etwa zwei Kilometer Friedrich-Ebert-Straße, bevor sie an der Grenze zu Schnelsen wiederum die Kollau überquert. Ab hier folgt die B 447 für etwa 350 m dem unteren Ende der Frohmestraße, bevor sie in den Schleswiger Damm übergeht und an der Anschlussstelle Nr. 24 Hamburg-Schnelsen der A 7 endet.
Die daran anschließenden 1,8 km bis zur Bundesstraße 4 bei Burgwedel wurden Anfang der 2000er Jahre herabgestuft.
Die Bundesstraße 447 besitzt auf ihrer ganzen Länge zwei Fahrspuren in jeder Richtung, südlich des Niendorfer Marktes sogar drei. Auf diesem für Hamburger Verhältnisse ungewöhnlich breiten Straßenabschnitt kommt es immer wieder zu Geschwindigkeitsübertretungen, daher sind an seinem Ende, an der Einmündung der Straße Papenreye, zwei stationäre Radargeräte kurz hintereinander installiert.